# Каменка (Весьегонский район)
Каменка — деревня в Весьегонском муниципальном округе Тверской области.

## География
Деревня находится в северо-восточной части Тверской области на расстоянии приблизительно 31 км на юг-юго-восток по прямой от районного центра города Весьегонск на левом берегу реки Сёбла.

## История
Возрождена карелами — переселенцами в первой половине XVII века на одноименной пустоши. Дворов здесь было 12 (1859), 16 (1889), 28 (1931), 14 (1963), 5 (1993), 4 (2008),. До 2019 года входила в состав Романовского сельского поселения до упразднения последнего.

## Население
Численность населения: 76 человек (1859 год), 92 (1889), 110 (1931), 35 (1963), 6 (1993)
,, 6 (100 % русские) в 2002 году, 6 в 2010.